# Gut Wensin

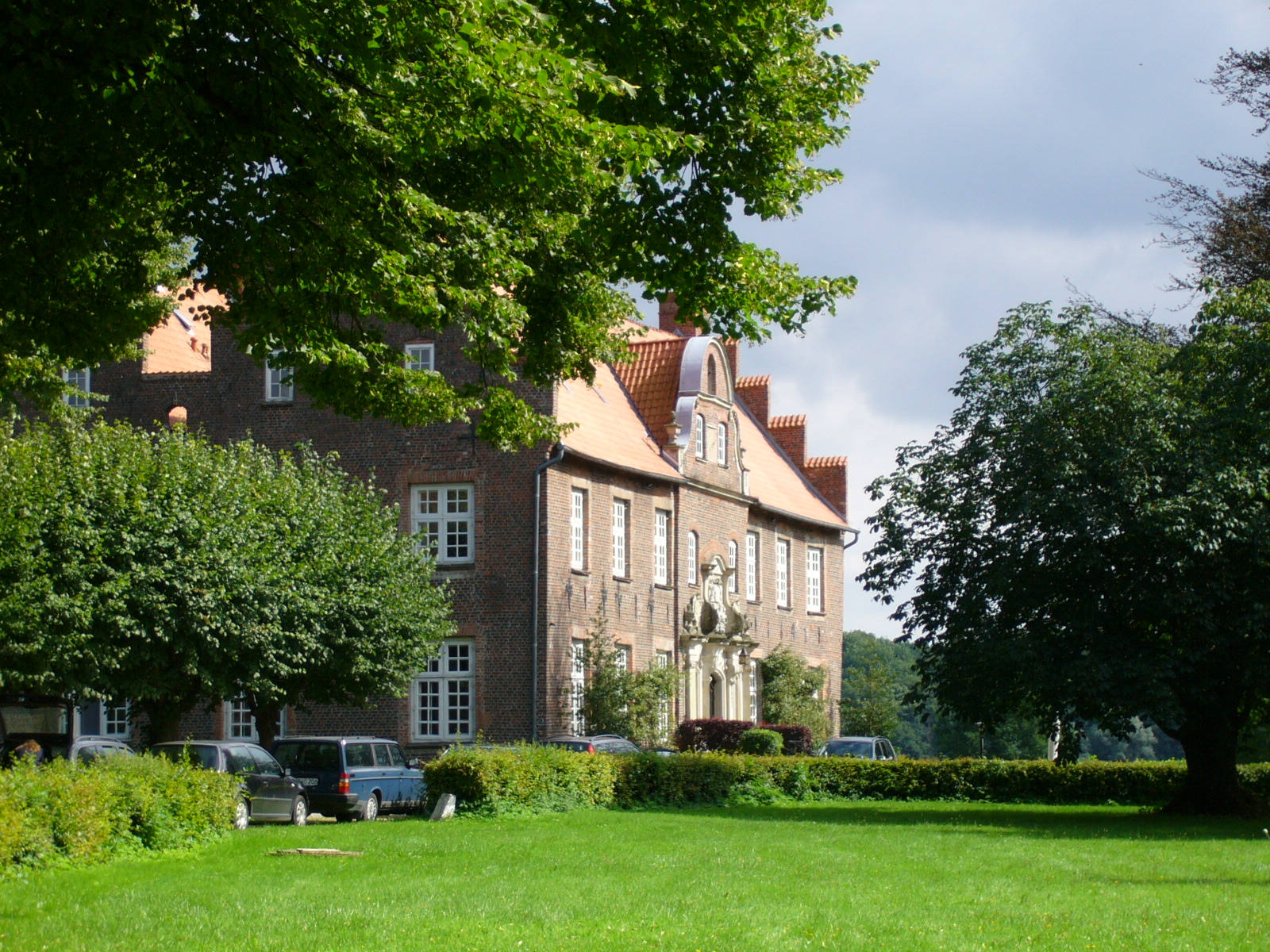
Das Herrenhaus auf Gut Wensin, Blick auf die Hoffassade

Das Gut Wensin liegt in der gleichnamigen Gemeinde Wensin im östlichen Schleswig-Holstein und ist eines von drei Adligen Gütern am Wardersee. Der Besitz wird bereits seit dem Mittelalter bis hinein in die Gegenwart bewirtschaftet, das landestypische Herrenhaus stammt aus dem 17. Jahrhundert.   

## Geschichtlicher Überblick
Gut Wensin ist wie das benachbarte Gut Pronstorf wendischen Ursprungs. Im Mittelalter wurde Wensin zum Stammsitz eines deutschen Rittergeschlechts, das zusammen mit den Schauenburger Grafen in das einstmals westslawische Territorium kam und den Namen des Ortes übernahm. Unter den sogenannten Rittern von Wensin wurde in Garbek, einige Kilometer nördlich des heutigen Guts, eine erste Wasserburg in Form eines befestigten Doppelhauses errichtet. 1421 ging der Besitz an die uradelige Familie Buchwaldt, die hier bis ins 17. Jahrhundert verblieb und auch auf Pronstorf und dem ebenfalls am Wardersee liegenden Gut Rohlstorf ansässig war. Eigentümer waren Nicolaus v. Buchwaldt (†um 1440), der es 1421 kaufte, sein Sohn Hinrik v. Buchwaldt († 1449), sein Sohn Henneke v. Buchwaldt († 1480), sein Sohn Otto v. Buchwaldt († 1537), sein Sohn Henneke v. Buchwaldt († 1564), sein Bruder Detlev v. Buchwaldt († 1569), sein Sohn Claus v. Buchwaldt († 1620), sein Sohn Hans v. Buchwaldt († 1636), der nur Töchter hatte und das Gut 1635 verkaufte. Die Wasserburg und der dazugehörige Wirtschaftshof wurden 1625 durch ein Großfeuer zerstört, 1635 folgte der Verkauf der Ländereien an die Familie Brockdorff. Eigentümer waren danach Joachim v. Brockdorff († 1680), der es 1635 kaufte, sein Sohn Detlev v. Brockdorff († 1732), sein Sohn Wulf Jasper von Brockdorff († 1740), sein Sohn Hans Adolph v. Brockdorff († 1761). Joachim von Brockdorff verlegte den Gutshof südlich an das Ufer des Sees und ließ dort bis 1642 ein neues Herrenhaus errichten. Wensin wurde im folgenden Jahrhundert ausgebaut und erweitert, durch Erbfolgen geriet es an die Familie Thienen. In 1763 wurde es von Wulf Heinrich von Thienen († 1809) erworben. Im Jahr 1798 erfolgte ein Verkauf an die Familie Schwerdtfeger (an Wilhelmine Catharina Elisabeth Schwerdtfeger, die sog. Demoiselle). 1807 und noch einmal 1877 zerstörten zwei Großfeuer weite Teile der Wirtschaftsbauten. An der Wende zum 20. Jahrhundert wurde Wensin an die Familie Hastedt verkauft, in deren Besitz es sich bis heute befindet.
Das Gut Wensin wird bis in die Gegenwart bewirtschaftet, große Teile der Ländereien nimmt das Gelände eines Golfclubs ein. Der sogenannte Alte Speicher des Guts dient heute gastronomischen Zwecken. Das Herrenhaus befindet sich in Privatbesitz und wird bewohnt, es ist daher für Besucher nicht zugänglich. Der historische Gutsgarten wird im Rahmen von Veranstaltungen wie dem Tag des offenen Denkmals geöffnet, für Gruppen finden nach Anmeldung auch Führungen statt.

## Baulichkeiten

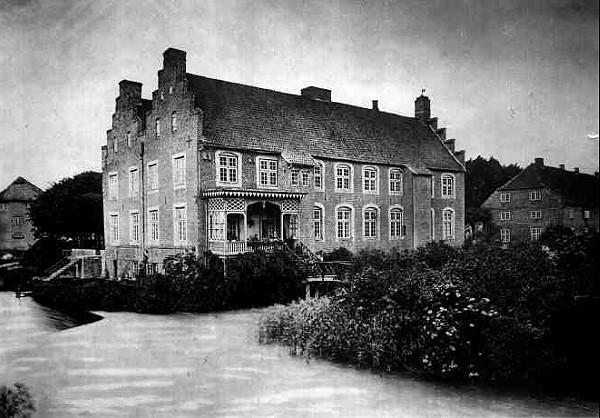
Der Blick auf die rückwärtigen Fassaden offenbart den zweigiebeligen Aufbau des Herrenhauses. Aufnahme um 1900

### Das Herrenhaus
Das Herrenhaus wurde von 1635 bis 1642 unter Joachim von Brockdorff errichtet, es gehört zu den letzten bedeutenden Werken der Renaissance in Schleswig-Holstein. Das Herrenhaus geht in seiner Form auf das althergebrachte Doppelhaus zurück, einer Bauform, die auf den lokalen Wasserburgen der Herzogtümer Schleswig und Holstein weit verbreitet war. Anders als die zumeist kompakten und wehrhaften Bauten des Mittelalters, wie beispielsweise das Herrenhaus auf Gut Wahlstorf, ist das Herrenhaus auf Wensin mit seiner breiten Front schon regelmäßiger und durch die gleichmäßige Durchfensterung auch komfortabler gestaltet. Es ähnelt damit dem Herrenhaus auf Gut Jersbek, das von 1617 bis 1620 errichtet wurde. Die beiden Einzelhäuser auf Wensin sind an ihren Längsseiten miteinander verbunden, die seitlichen Fassaden als Stufengiebel gestaltet. Die Schaufassade befindet sich an der Längsfront und ist auf den Hof ausgerichtet, der Eingang war ursprünglich durch einen mittigen Treppenturm betont. 
Der zweigeteilte Aufbau des Hauses lässt sich auch im Grundriss ablesen, das Vorderhaus beherbergt vor allem die großen Säle, während das hintere Haus vorwiegend Wohnräume aufnimmt. Das zweigeschossige Herrenhaus wurde im 18. Jahrhundert zum Teil im Stile des Rokoko aus- und umgebaut. Aus dieser Zeit stammt unter anderem das dreigeteilte Portal aus Sandstein, ebenso wie die Vertäfelungen, die Stuckdecken und die Ofennischen der Innenräume.

### Der Wirtschaftshof
Durch die wiederholten Brände auf Wensin wurde der historische Gebäudebestand des Gutshofs zum Teil zerstört. Zu den ältesten Bauwerken gehört das am Herrenhaus gelegene, zweigeschossige Kavaliershaus von 1727. Die heutigen Wirtschaftsbauten stammen vor allem aus dem 19. und 20. Jahrhundert. Der größte Bau ist der sogenannte Alte Speicher, ein historistisches Gebäude im Rundbogenstil. Der einstige Wirtschaftsbau übertrifft in seinen Dimensionen das Herrenhaus, er dient heute vor allem gastronomischen Zwecken. Den Eigentümern ist es gelungen, das gewachsene Ensemble des Gutes zu erhalten. Nach der Sanierung des Herrenhauses Ende der 1980er Jahre folgten die Umnutzung des Getreidespeichers, der Orangerie und der Meierei zu Wohnungen. Das so genannte Buttermilchhäuschen und die Gartenmauer mit dem schmiedeeisernen Tor wurden restauriert. 2010 konnten die Instandsetzungsarbeiten am langgestreckten, zweigeschossigen Kavaliershaus von 1727 abgeschlossen werden. Im Obergeschoss entstand eine zusätzliche Wohnung.

### Der Gutsgarten
Dem Speicher gegenüber befindet sich der Garten der Gutsanlage. Dieser geht in seiner Konzeption noch auf einen hortus conclusus, einen geschlossenen Renaissancegarten des 17. Jahrhunderts zurück. Der zum Teil durch eine historische Mauer umgebene Garten hat Ausmaße von 150 × 75 Metern. Im Jahr 1763 erwarb der dänische Konferenzrat Wulf Hinrich von Thienen das Gut. Er ließ den Gutsgarten im Stil des Barock umgestalten. In dieser Zeit entstanden die ein Wegekreuz bildenden Lindenalleen, die den Garten in vier Kompartimente teilen. Die Bäume werden seither regelmäßig geschnitten und gegebenenfalls nachgepflanzt – eine Besonderheit in der schleswig-holsteinischen Gartengeschichte. Im östlichen Burggraben befindet sich eine kleine Insel, die über zwei Brücken das Herrenhaus mit dem Garten verbindet. Dieses romantische Motiv stammt wohl aus der Zeit der Gutsherrin Wilhelmine Schwerdtfeger (1750–1816). Sie ließ auch den Graben im Osten zu landschaftlichen Teichen erweitern und anschließend eine englische Partie hinzufügen. Im Gutsgarten Wensin waren die Nutzung als Küchen- und Obstgarten sowie als Ort der Repräsentation von Anfang an auf das Engste miteinander verknüpft. Der Wunsch nach gutsherrlicher Repräsentation zeigt sich unter anderem in einem reichen Skulpturenprogramm, von dem lediglich die Gartenskulptur des Apollon aus Sandstein im Blickpunkt einer der Lindenalleen erhalten ist. Zur Ausstattung gehört ein kunstvolles schmiedeeisernes Gartentor. Diese zweiflügelige Pforte mit filigranen Ranken und floralen Elementen stammt aus dem ersten Drittel des 18. Jahrhunderts. Sie ist der Hauptzugang zum Garten und befindet sich in der Westmauer. Die lange Jahre sanierungsbedürftige Gartenpforte konnte 2010 restauriert und ergänzt werden. Auch die kleine Orangerie im Gutsgarten Wensin zeugt vom Wunsch des Gutsherren, seine Macht und seinen Status dem Besucher anschaulich zu machen, denn die Kultivierung von Zitrusfrüchten war sehr teuer und erforderte besonderes gärtnerisches Geschick. Der Garten wurde im 19. Jahrhundert durch eine Anpflanzung von exotischen Solitärbäumen im Sinne eines Landschaftsgartens ergänzt. Der Gutsgarten ist aber niemals vollständig im landschaftlichen Stil überformt worden und bis heute nicht verwildert. Historische Gehölze sind erhalten.